# Jan Brumovský
Jan Brumovský (Léva, 1937. június 26. –) olimpiai ezüstérmes csehszlovák válogatott cseh labdarúgó, csatár.

## Pályafutása

### Klubcsapatban
1957 és 1970 között a Dukla Praha labdarúgója volt. A Duklával hat csehszlovák bajnoki címet és négy kupagyőzelmet ért el. 1971–72-ben a ČSAD Benešov csapatában fejezte be az aktív labdarúgást.

### A válogatottban
1958 és 1964 között négy alkalommal szerepelt a csehszlovák válogatottban. 15 alkalommal játszott a csehszlovák olimpiai válogatottban és öt gólt szerzett. Tagja volt az 1964-es tokiói olimpiai játékokon ezüstérmes csapatnak.

## Sikerei, díjai
Csehszlovákia
- Olimpiai játékok
  - ezüstérmes: 1964, Tokió

 Dukla Praha
- Csehszlovák bajnokság
  - bajnok (6): 1957–58, 1960–61, 1961–62, 1962–63, 1963–64, 1965–66
- Csehszlovák kupa
  - győztes (4): 1961, 1965, 1966, 1969